# La Concepción Pura
La Concepción Pura är en ort i Mexiko.   Den ligger i kommunen Teloloapan och delstaten Guerrero, i den södra delen av landet, 160 km sydväst om huvudstaden Mexico City. La Concepción Pura ligger 1 357 meter över havet och antalet invånare är 193.
Terrängen runt La Concepción Pura är lite bergig, och sluttar västerut. Runt La Concepción Pura är det ganska glesbefolkat, med 38 invånare per kvadratkilometer. Närmaste större samhälle är Acatempan, 19,6 km öster om La Concepción Pura. I omgivningarna runt La Concepción Pura växer huvudsakligen savannskog.